# Vorselaar
Vorselaar es una localidad y municipio de la provincia de Amberes en Bélgica. Sus municipios vecinos son Grobbendonk, Herentals, Lille, Malle, Zandhoven y Zoersel. Tiene una superficie de 27,6 km² y una población en 2020 de 7.932 habitantes, siendo los habitantes en edad laboral el 65% de la población.
El municipio comprende únicamente la localidad de Vorselaar.

## Demografía

### Evolución
Todos los datos históricos relativos al actual municipio, el siguiente gráfico refleja su evolución demográfica, incluyendo municipios después de efectuada la fusión el 1 de enero de 1977.
| Gráfica de evolución demográfica de Vorselaar entre 1846 y 2020 |
|                                                                 |

## Personas notables de Vorselaar
- Edward Sels, ciclista.
- Jozef-Ernest van Roey, cardenal.
- Alfons Brydenbach, atleta.

## Entidades ligadas a Vorselaar
- Hermanas de las Escuelas Cristianas de San José de Calasanz